# Pseudognaphalium caeruleocanum
Pseudognaphalium caeruleocanum là một loài thực vật có hoa trong họ Cúc. Loài này được (Steyerm.) Anderb. miêu tả khoa học đầu tiên năm 1991.